# I Fell in Love with the Devil
"I Fell in Love with the Devil" je pjesma kanadske pjevačice Avril Lavigne. Objavljena je 26. lipnja 2019. godine kao četvrti službeni singl s njenog šestog studijskog albuma Head Above Water. Pjesmu je napisala Lavigne, dok su producenti iste Lavigne i Chris Baseford.

## O pjesmi
Pjesmu "I Fell in Love with the Devil" napisala je Lavigne, to je čini njenim prvim singlom u karijeri čiji je autor samo ona. Po prvi puta je pjesma objavljena u sklopu njenog šestog studijskog albuma Head Above Water u veljači 2019. godine. Dana, 7. lipnja 2019. Lavigne objavila je preko Instagrama kako će pjesma biti objavljena kao singl s albuma. Istog je dana otvorila nagradnu igru za njene pratitelje koji su trebali dizajanirati omot singlice. Pobjednik nagradne igre kao i omot singlice objavljeni su 26. lipnja 2019. godine zajedno s radijskom verzijom singla.

## Popis pjesama
Digitalno preuzimanje
1. "I Fell in Love with the Devil" — 4:15

Digitalno preuzimanje
1. "I Fell in Love with the Devil" (Radio Edit) — 3:38

## Glazbene ljestvice
| Ljestvica (2019.)         | Najviša pozicija |
| ------------------------- | ---------------- |
| China Airplay (Billboard) | 9                |

## Povijest objavljivanja
| Zemlja | Datum            | Format                | Izdavačka kuća | Izvor |
| ------ | ---------------- | --------------------- | -------------- | ----- |
| Svijet | 26. lipanj 2018. | Digitalno preuzimanje | BMG            | [ 3 ] |
| SAD    | 29. srpanj 2019. | Radijsko emitiranje   | BMG            | [ 5 ] |